# Улица Вагжанова (Тверь)
Улица Вагжанова — улица в Московском районе города Твери, проходит от Смоленского переулка и Советской улицы до площади Гагарина и Московского шоссе.

## География
Улица Вагжанова является продолжением Советской улицы и начинается от пересечения Смоленского переулка и улицы Серебряной. Идёт в юго-восточном направлении, пересекает Вагжановский переулок и улицу 15 лет Октября. Заканчивается у улиц Орджоникидзе и Индустриальной, где переходит в Московского шоссе.
Общая протяжённость улицы составляет более 1,3 км.

## История
Улица образовалась в соответствии с первым планом регулярной застройки города в 1760-х годах как главная улица Ямской слободы, соединявшей предместье с Московской заставой. Называлась Большой Ямской, затем 1-й Ямской и просто Ямской улицей.
Название получила потому, что в этой слободе селились ямщики, обслуживавшие почтовый тракт Москва — Санкт-Петербург.
Застройка улицы состояла из деревянных одноэтажных домов
В 1922 году Ямскую улицу переименована в честь Александра Вагжанова. В конце 1930-х годов были построены первые жилые дома.
В 1960-х годах были построены жилые дома № 1 и № 32.
В 2003—2004 годах построены здание пенсионного фонда (№ 9) и дом № 23.
В 2017 году было предложено переименовать улицу в Московский проспект, губернатор поддержал предложение, но в настоящее время оно не реализовано.

## Здания и сооружения
- Церковь Рождества Богородицы в Ямской Слободе. Памятник архитектуры федерального значения[6].Церковь Рождества Богородицы

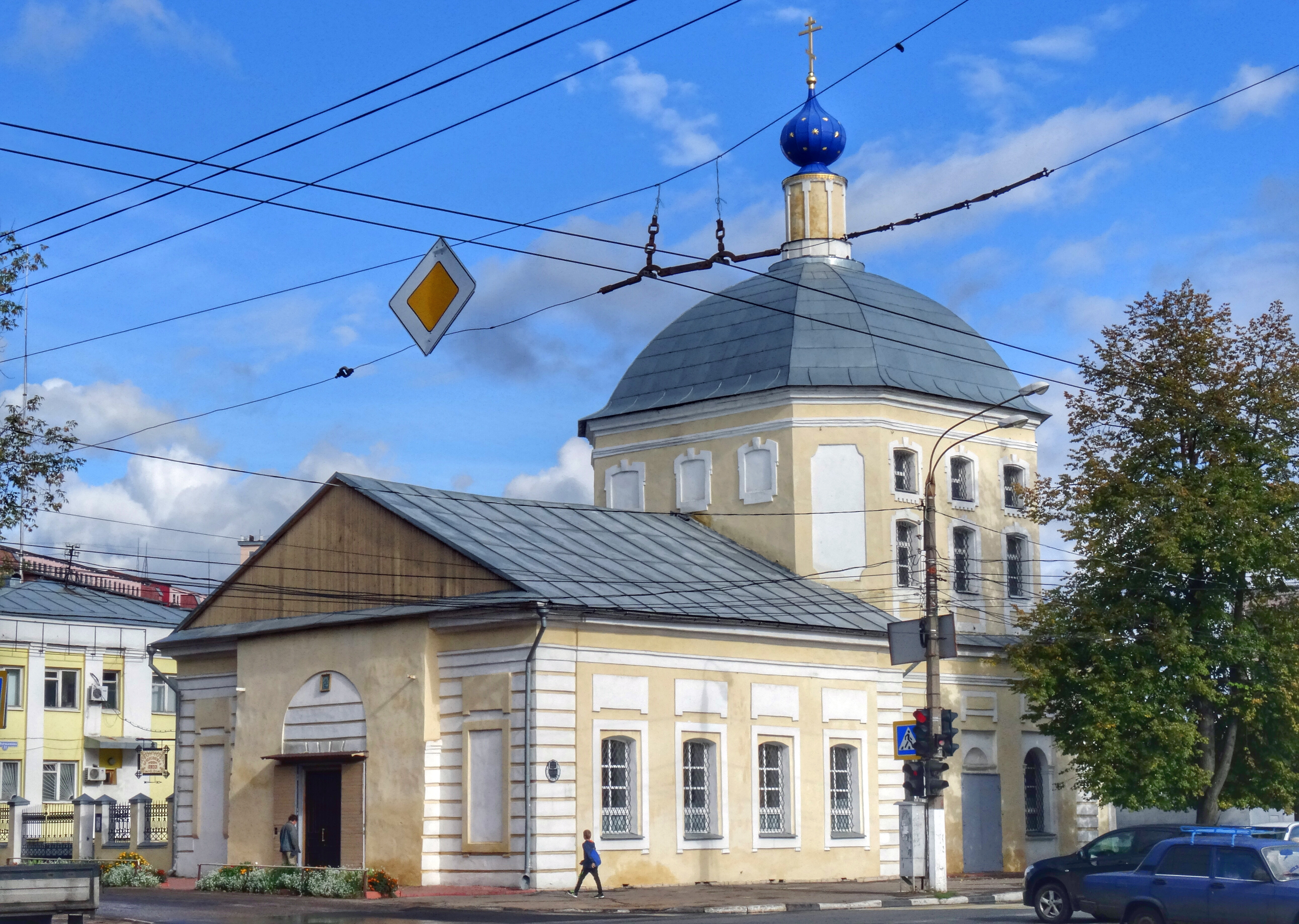
Церковь Рождества Богородицы